# Kristiansand
Kristiansand (korábban Christianssand) város Dél-Norvégiában, Agder megye (2020. január 1-ig Vest-Agder megye) és Kristiansand község székhelye.

## Földrajz
Norvégia déli csücskénél fekvő tengerparti város. Vest-Agder tartomány délkeleti végében van. Itt keresztezi egymást a 9-es, az E18-as és az E39-es út.

### Éghajlat
Kristiansand és Sørlandet Norvégia legnagyobb részétől eltérően sok napfényt kap nyaranta. Télen nagy hóesések is érkezhetnek dél-délkeleti szelek kíséretében, de a part mentén ritkán marad meg sokáig a hó.
| Hónap                                     | Jan. | Feb. | Már. | Ápr. | Máj. | Jún. | Júl. | Aug. | Szep. | Okt. | Nov. | Dec. | Év   |
| ----------------------------------------- | ---- | ---- | ---- | ---- | ---- | ---- | ---- | ---- | ----- | ---- | ---- | ---- | ---- |
| Átlagos max. hőmérséklet (°C)             | 1,3  | 1,9  | 4,4  | 8,9  | 14,3 | 18,6 | 20,1 | 19,3 | 15,6  | 11,4 | 6,2  | 3,0  | 10,5 |
| Átlagos min. hőmérséklet (°C)             | −4,8 | −5,1 | −2,2 | 0,7  | 5,6  | 9,4  | 11,1 | 10,4 | 7,8   | 4,7  | 0,2  | −3,4 | 2,9  |
| Átl. csapadékmennyiség (mm)               | 121  | 80   | 87   | 59   | 86   | 75   | 88   | 118  | 141   | 164  | 164  | 116  | 1299 |
| Havi napsütéses órák száma                | 56   | 89   | 135  | 187  | 246  | 280  | 257  | 213  | 153   | 96   | 50   | 33   | 1795 |
| Forrás: World Weather Information Service |      |      |      |      |      |      |      |      |       |      |      |      |      |

## Történelem
Kristiansand települést IV. Keresztély dán és norvég király (norvégul Christian) alapította 1641-ben. A cél az volt, hogy ebben a stratégiai fontosságú övezetben a gazdaság élénkítését szolgáló piacvárost hozzanak létre, megalapozva az erődítmények építését és a védelemre képes lakosság létszámának növelését. Kristiansand központját Kvadraturen néven ismerik, ami az utcák négyszögletes elhelyezkedésére utal.
Kristiansandban, illetve környékén az 1956-os forradalom után magyar emigránsok is letelepedtek.
Nevét az alapító királyról kapta. Gyakran említik Kristiansand S néven is (ahol az S a „dél” jelentésű norvég szó rövidítése), hogy megkülönböztessék a hasonló nevű, szintén norvég Kristiansundtól, amelyet pedig Kristiansund N néven is emlegetnek. E névbeli megkülönböztetés eredete abba az időbe nyúlik vissza, amikor még nem létezett a postai irányítószámok rendszere és az egyik városba küldött levelek gyakran a másikban kötöttek ki. Kristiansand neve szintén összekeverhető a svéd Kristianstad nevével.

## Közlekedés
A kontinentális Európával Kristiansandot tengeri útvonalak és a várostól 12 kilométerre keletre elhelyezkedő repülőtere, Kjevik kötik össze. A városközpontban lévő kompkikötőből a dániai Hirtshalsba és Hanstholmba indulnak járatok.
A város jelentős hajóépítő és javító kapacitásokkal rendelkezik, amelyek főleg Norvégia virágzó északi-tengeri olajiparát szolgálják ki.
Kristiansand közelében található a Cross-Skagerrak nevű, nagyfeszültségű, egyenáramú inverter állomás, ami Norvégia és Dánia közötti elektromos energia cseréjét teszi lehetővé.

## Kultúra

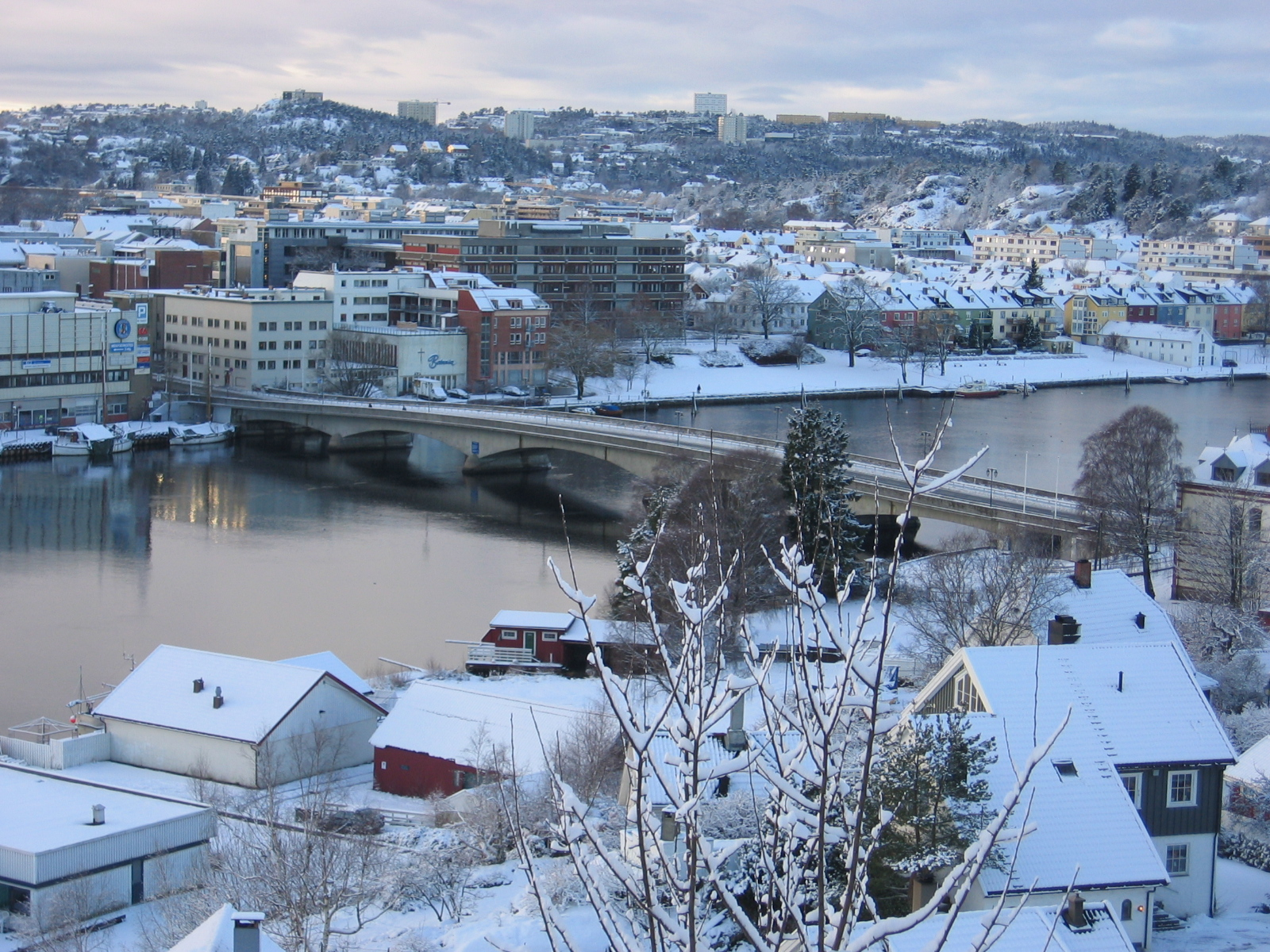
A Kristiansandon keresztülfutó Otra folyó

Kristiansand Dyrepark, a várostól keletre elhelyezkedő állatkert az őshonos állatok bemutatására koncentrál.
Minden év júliusában Kistiansandban rendezik a többnapos Quart Fesztivált, amely Norvégia legnagyobb szabású zenei rendezvénye. Kristiansandban található az Agden Színház.

## Személyek
- Bernt Balchen (1899 – Tveitben született 1973), norvég-amerikai pilóta
- Itt született Jens Bjørneboe (1920 – 1976), festő, dráma-, esszé- és regényíró
- Holger Hott Johansen (1974), tájfutó világbajnok
- Valdemar Knudsen (1819 – 1898), a nádcukor gyártásának úttörője Hawaiiban
- Katrine Lunde Haraldsen (1980), Európa-bajnok női kézilabdázó
- Itt született és nevelkedett Mette-Marit (1973), norvég trónörökösné
- Lars Nedland (1976), énekes, dobos és billentyűs több norvég black metal és avantgárd zenekarban
- Andreas Thorkildsen (1982), a gerelyhajítás olimpiai bajnoka
- Henrik Wergeland (1808 – 1832), költő
- Itt született Benjamin Wegner Nørregaard német származású norvég újságíró, diplomata, író (1861–1935)